# 上马乡 (襄垣县)
上马乡，是中华人民共和国山西省长治市襄垣县下辖的一个乡镇级行政单位。2021年4月1日，撤销上马乡，整建制并入虒亭镇。

## 行政区划
上马乡下辖以下地区：
。